# Endomia
Endomia es un género de coleóptero de la familia Anthicidae.

## Especies
Las especies de este género son:
- Endomia besucheti
- Endomia bredoi
- Endomia dilataticornis
- Endomia gracilis
- Endomia latefasciata
- Endomia lefebvrei
- Endomia longicornis
- Endomia magna
- Endomia mirei
- Endomia multipunctata
- Endomia nigronotata
- Endomia occipitalis
- Endomia picina
- Endomia quinquemaculata
- Endomia rameshi
- Endomia senilis
- Endomia susicus
- Endomia tenuicollis
- Endomia tonkinea
- Endomia unifasciata